# 陳麗怡
陳麗怡（1989年4月27日—），天津人，中國女排運動員，負責主攻。

## 簡介
陳麗怡是天津女子排球隊中的主要得分手，她在2009-2010賽季嶄露頭角，並獲入選國家隊的機會。
初入選國家隊的陳麗怡獲主教練王寶泉重用，獲派頂替受傷的惠若琪，並在四國女排精英賽中亮相。憑藉上佳表現，甚至一度取代王一梅的正選位置。
2010年9月，陳麗怡入選國家隊出戰第二屆女排亞洲杯賽小組賽，並成為隊中唯一每場比賽都被安排首發出場的主攻手。此次比賽的出色表現，讓她能壓倒隊內其他選手，入選廣州亞運會的代表隊，並最終協助國家隊贏得金牌。